# تل‌اسود (اهواز)
تل‌اسود مسیر کارون (بنی مالک) (اهواز)، روستایی از توابع بخش مرکزی شهرستان اهواز در استان خوزستان ایران است.

## جمعیت
این روستا در دهستان اسماعیلیه قرار دارد و براساس سرشماری مرکز آمار ایران در سال ۱۳۹۵، جمعیت آن ۶۰۱ نفر (۱۴۷خانوار) بوده‌است.که ساکنین اصلی ان از طایفه بنی مالک هستند (شلوه ،نصیری )که ازقدیم انجا سکونت داشتند وبعد از چند سال حرگان وسادات به روستا اضافه شدند 